# Greensboro (Florida)
Greensboro és una població dels Estats Units a l'estat de Florida. Segons el cens del 2000 tenia 619 habitants.

## Demografia
Segons el cens del 2000, Greensboro tenia 619 habitants, 207 habitatges, i 150 famílies. La densitat de població era de 236,6 habitants/km².
Dels 207 habitatges en un 37,7% hi vivien nens de menys de 18 anys, en un 48,3% hi vivien parelles casades, en un 16,9% dones solteres, i en un 27,1% no eren unitats familiars. En el 21,3% dels habitatges hi vivien persones soles el 12,6% de les quals corresponia a persones de 65 anys o més que vivien soles. El nombre mitjà de persones vivint en cada habitatge era de 2,99 i el nombre mitjà de persones que vivien en cada família era de 3,41.
Per edats la població es repartia de la següent manera: un 31% tenia menys de 18 anys, un 12,8% entre 18 i 24, un 28,1% entre 25 i 44, un 17,8% de 45 a 60 i un 10,3% 65 anys o més.
L'edat mediana era de 30 anys. Per cada 100 dones de 18 o més anys hi havia 97,7 homes.
La renda mediana per habitatge era de 31.458 $ i la renda mediana per família de 35.000 $. Els homes tenien una renda mediana de 17.308 $ mentre que les dones 17.708 $. La renda per capita de la població era d'11.825 $. Entorn del 15,3% de les famílies i el 24,3% de la població estaven per davall del llindar de pobresa.

## Poblacions més properes
El següent diagrama mostra les poblacions més properes.